# 글렌토런 FC
글렌토런 FC(Glentoran F.C.)는 북아일랜드의 축구 클럽으로, 벨파스트를 연고지로 한다. IFA 프리미어십에 참가하고 있다.

## 선수 명단

### 현역
참고: FIFA 자격 규정에 따라 소속된 국가대표팀 국기를 표시합니다. 선수는 복수의 FIFA 비회원국 국적을 가지고 있을 수 있습니다.
| 번호 | 포지션 | 국적     | 이름          |
| ---- | ------ | -------- | ------------- |
| 19   | FW     | 잉글랜드 | 데이비드 피셔 |

| 번호 | 포지션 | 국적       | 이름      |
| ---- | ------ | ---------- | --------- |
| -    | MF     | 스코틀랜드 | 리암 버트 |

### 역대
틀:글렌토런 FC 선수 명단